# Albairate
Albairate là một đô thị ởtỉnh Milano ở vùng Lombardia, khoảng 20 km về phía tây nam của Milano. Đến thời điểm 31 tháng 12 năm 2004, dân số đô thị này là 4.360 người, diện tích là 15,0 km².
Albairate giáp các đô thị:: Corbetta, Cisliano, Cassinetta di Lugagnano, Gaggiano, Abbiategrassovà Vermezzo.